# 黃燮
黃燮，字立亭，贵州平壩人，清朝政治人物、同進士出身。
嘉慶三年（1798年）戊午鄉試解元。嘉慶四年（1799年）联捷己未科進士，三甲七十九名，官工部屯田司主事。